# Халимоновка
Халимоновка, до ВОВ Филимоновка (укр. Халимонівка), село,
Ковяжский поселковый совет,
Валковский район,
Харьковская область, Украина.
Код КОАТУУ — 6321255404. Население по переписи 2001 г. составляет 39 (18/21 м/ж) человек.

## Географическое положение
Село Халимоновка находится в 2-х км от пгт Ковяги, примыкает к селу Трофимовка, в 2-х км проходит железная дорога, ближайшая станция Ковяги (~3 км) и Бараново (~4 км).
Рядом с селом лесной массив (дуб).

## История
- 1665 — дата основания.
- В 1940 году, перед ВОВ, на хуторе Филимоновка были 53 двора, пруд и две ветряные мельницы.[1]

## Экономика
- В селе была молочно-товарная ферма.